# Neckspiele
Neckspiele oder  Scherzspiele sind Spielformen, bei denen harmlose Streiche miteinander oder mit Außenstehenden getrieben werden. Sie dienen der Erheiterung der Spielgruppe. Der Singular steht für ein Einzelspiel dieser umfangreichen Kategorie von Spielen.

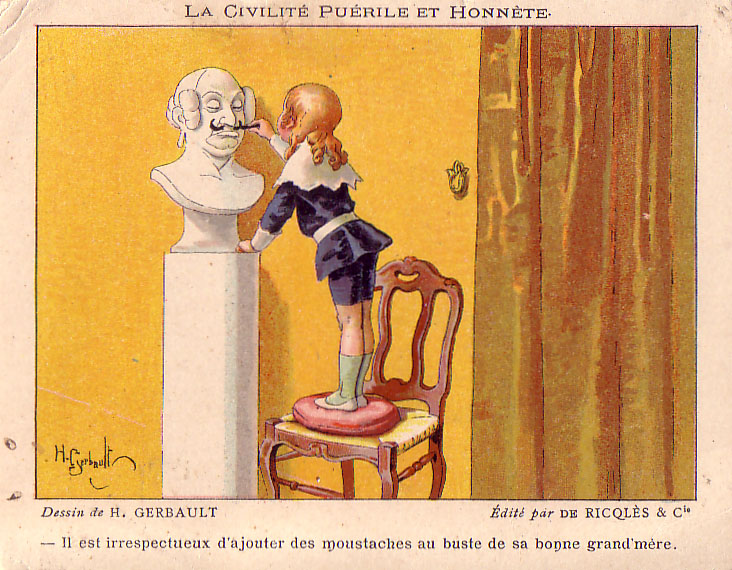
„Es ist respektlos, die Büste seiner lieben Großmutter mit einem Schnurrbart zu versehen.“ (Illustration von Henry Gerbault, um 1900)

## Begriff
Eine „Neckerei“ ist nach dem „Deutschen Wörterbuch“ von Gerhard Wahrig eine „harmlose, gutmütige Stichelei“. Necken oder scherzen wird entsprechend in verschiedenen Nachschlagewerken als eine milde Art verstanden, jemanden „zum besten zu halten“, „auf den Arm zu nehmen“, „aufzuziehen“, „zu verulken“, „zu foppen“, „zu narren“ oder „zu hänseln“. Hiervon leitet sich der Spieltypus der Neck- oder Scherzspiele ab.

## Spielgedanke
Der Spielgedanke dieser Spielgattung ist es, die Gutgläubigkeit oder Ahnungslosigkeit eines Mitspielers oder Außenstehenden in einem arrangierten Spielgeschehen auszunutzen, um ihn hereinzulegen und sich dabei miteinander über den gelungenen Streich zu freuen.

## Charakter
Von den Hämespielen, die, wie etwa die Streiche von Max und Moritz, bösartiger Natur sind, in der Regel von höhnischem Gelächter begleitet werden und oft körperliche oder seelische Verletzungen im Gefolge haben, unterscheiden sich die Neck- oder Scherzspiele durch ihren wohlwollenden Charakter. Es fehlen die destruktiven Elemente des Hämespiels. Neckspiele zeigen sich vielmehr durch Humor inspiriert. Sie wollen ihr gutgläubiges Opfer auf listige Weise täuschen, „an der Nase herumführen“, „aufs Glatteis bringen“. Neckspiele dienen der Erheiterung der Spielrunde. Sie sind von einer warmherzigen Einstellung getragen, bewegen sich im emotional positiven Gefühlsbereich und schaffen eine aufgelockerte, aber auf Respekt voreinander basierende Stimmung unter den Spielenden. Sie ermöglichen, dass der Geneckte nach dem Schabernack, der mit ihm getrieben wurde, unbeschwert mitlachen kann, indem er sich zwar hereingelegt, nicht aber körperlich geschädigt oder seelisch gedemütigt sieht.
Die Übergänge von den harmlosen Neck- und Scherzspielen zu den bösartigen Hämespielen sind fließend. Sie ergeben sich vor allem aus der Einstellung der Spielenden, aus der Zielrichtung des unbeschwerten Spaßes und dem Spielgedanken, der entweder beschädigen, verletzen, bloßstellen, ärgern oder nur lustig und humorvoll unterhalten will. Ein bedeutsames Momentum ist daneben aber auch die Empfindsamkeit und das mehr oder weniger gefestigte Selbstbewusstsein des Opfers und die Frage, ob es fähig und bereit ist, den mit ihm getriebenen Schabernack auf die leichte Schulter zu nehmen und nicht als demütigend, sondern als legitimen Spaß zu verstehen.

## Pädagogischer Wert / Grenzen
„Hämespiele bewegen sich in diesem schon sprachhistorisch erkennbaren, weiten Spannungsfeld zwischen harmlosen, übermütigen Scherzen, bei denen treuherzige, nichtsahnende Mitspieler übertölpelt werden und bitterbösen Streichen, die tief verletzen können.“ Die Spielforscher Warwitz/Rudolf ordnen sie aus pädagogischer Sicht entsprechend in die Kategorie „Umstrittene Spielformen“ ein. Sie begründen das mit den gravierenden Folgen für die Spielatmosphäre und die Befindlichkeit der Betroffenen. Danach können Erlebnisweisen der Demütigung und Ausgrenzung zurückbleiben, die Spielverdrossenheit und sogar Hass hinterlassen, wenn sich höhnisches Gelächter und beißender Spott über den Geneckten ergießen und er sich nicht mehr im Wohlwollen der Spielgruppe aufgehoben fühlt.
Die Gattungsgrenze der Neck- und Scherzspiele zu den Hämespielen nicht zu überschreiten, erfordert einige Erfahrung und Spielkompetenz bei den Beteiligten, vor allem beim verantwortlichen Spielinitiator oder Spielleiter. Er braucht ein Gespür für die Tendenz des Spielgedankens auf der einen und Einfühlungsvermögen in die spezifische Befindlichkeit des Neckopfers andererseits. Jüngere und hochsensible Kinder sind bei Neckspielen leichter aus der Fassung zu bringen als schon selbstbewusstere ältere und Erwachsene. Bleibt es in dem das Selbstwertgefühl des Geneckten achtenden Rahmen, haben Scherzspiele einen hohen Stellenwert im Spielgeschehen und bedeuten eine Bereicherung des Spielguts. Neckspiele haben den praktischen Nutzen, eine angespannte Arbeitsatmosphäre spielerisch aufzulösen. Es kommt ihnen aber auch der erzieherische Wert zu, eine Lerngelegenheit zu bieten, bei einer ertappten Fehlhandlung oder Leichtgläubigkeit einmal über sich selbst herzhaft lachen zu können. Didaktisch geschickt gesteuert,  lässt sich dieser Lernprozess leichter ertragen, wenn nicht immer derselbe, sondern auch andere Mitspieler mal auf einem falschen Fuß erwischt werden und in einem Scherzspiel stolpern.

## Beispiele

### Schimpfspiele
Schon in der Griechischen Antike, etwa bei den Demeter- und Apollonfesten, gab es sogenannte „Schimpfturniere“, bei denen sich Männer und Frauen gegenseitig Spottlieder zusangen. Wie etwa im Beowulf, in der Edda oder der altisländischen Saga von Örvar Odd des 13. Jahrhunderts überliefert, gab es auch in der altgermanischen Tradition der Königshöfe ein ähnliches Zeremoniell, die bei Gastmählern versammelte Essrunde mit Prahl- und Schmähwettbewerben zu unterhalten. Die Eigenlobhymnen und Fremdverspottungen spitzten sich allerdings im Laufe der Trinkgelage häufig zu, wobei die geistigen Plänkeleien dann meist in Handgreiflichkeiten übergingen. Oft waren die Spottverse sogar von Anfang an als Einstieg in ein Scharmützel gedacht.
Von solchen Spottliedern mit Spielcharakter berichten die Spielforscher Warwitz und Rudolf noch für die 1950er Jahre, wenn sich die Heimwege der Schüler mit bestimmten Zielgruppen kreuzten: So reizten die Jungen die begegnenden Mädchen, die katholischen die evangelischen Kinder mit gereimten Schlachtgesängen, die entsprechend beantwortet wurden und sich anschließend meist in einer Schneeballschlacht oder in Raufereien mit dem Erobern von Pfandgegenständen entluden. Mit dem allmählichen Aussterben der Straßenspiele im Gefolge der Verbauung der Innenstädte und dem Schülertransport durch Kraftfahrzeuge sind solche spontanen Neckspiele heute weitestgehend verlorengegangen.

### Aprilscherzspiele
Aprilscherz-Spiele haben eine lange Tradition. Sie finden sich in vielen Ländern verbreitet. Es geht bei diesen Spielformen darum, zum Datum des 1. April jemandem „einen Bären aufzubinden“ und ihn mit einer erfundenen Geschichte in gutem Glauben an deren Sinnhaftigkeit zu einer Handlung zu veranlassen, die sich anschließend als ein Gag herausstellt, dem der Geneckte zum Opfer gefallen ist. Ältere Kinder schicken die jüngeren gern mit doppeldeutigen Aufträgen in den April wie, sich beim Eismann heute umsonst eine Portion „Haumichblau“ abholen zu können oder die Lehrerin nach einem weiteren „Ibidum“ zu fragen. In ähnlicher Weise können auch Erwachsene („Hast du schon gehört …“) einer Verlockung auf den Leim gehen, wenn ihnen beispielsweise ein ulkiges Sonderangebot vorgegaukelt wird, das es schnell noch bei der Metzgerin oder dem Bäcker persönlich abzuholen gilt, bevor es vergriffen ist.

### Gesellschaftsspiele
Einfachste Neckspiele erfreuen schon das Kleinkind: In einem altbekannten „Mutter-Kind-Spiel“ sitzt es auf dem Schoß der Mutter. Diese spricht langsam und betont die Reime
„Da sitzt eine Laus, - 
da sitzt ein Floh, - 
Gucke da, -- ich hab sie  scho.“
Bei dem Wort „Laus“ tippt sie dem Kind mit dem Finger auf die Stirn und mit dem Wort „Floh“ auf die Nasenspitze. Mit dem Schlussvers vollführt sie dann zum Ergötzen des Kindes eine rasche Schnappbewegung nach dem imaginären Hüpfer.
Für bewegungsfreudige Kinder und Jugendliche hat der Sportlehrer Alfred Gröger schon Mitte des 20. Jahrhunderts eine Sammlung von  Sportlichen Neckspielen zusammengestellt, die sich vor allem für das Spielen im Freien eignen, eine Reihe von körperlichen Grundfertigkeiten herausfordern und offenbar so große Resonanz bei den Spielbegeisterten fanden, dass sie mehrfach neu aufgelegt werden mussten.
Die „Tellermagie“ ist ein lustiges Heimspiel für Kinder und junge Erwachsene: Der Spielleiter lädt sein ahnungsloses Opfer zu einer „spirituellen Sitzung“, bei der er ihm ein völlig neues Selbstbild von sich in Aussicht stellt, wenn es den strengen Anweisungen folgt. Es muss dem Zeremonienmeister konzentriert in die Augen schauen und alle seine Handlungen streng nachvollziehen. Dazu erhält das Opfer ohne sein Wissen einen an der Unterseite rußgeschwärzten Teller. Und während es die kreisenden Bewegungen des Magiers unter dessen Teller nachahmt und sich anschließend anweisungsgemäß  im Sinne des Ritus Kreuze, Punkte und Striche ins Gesicht praktiziert, kann es beim anschließenden Blick in den Spiegel das versprochene neue Bildnis von sich bestaunen.